# Sannai-Maruyama

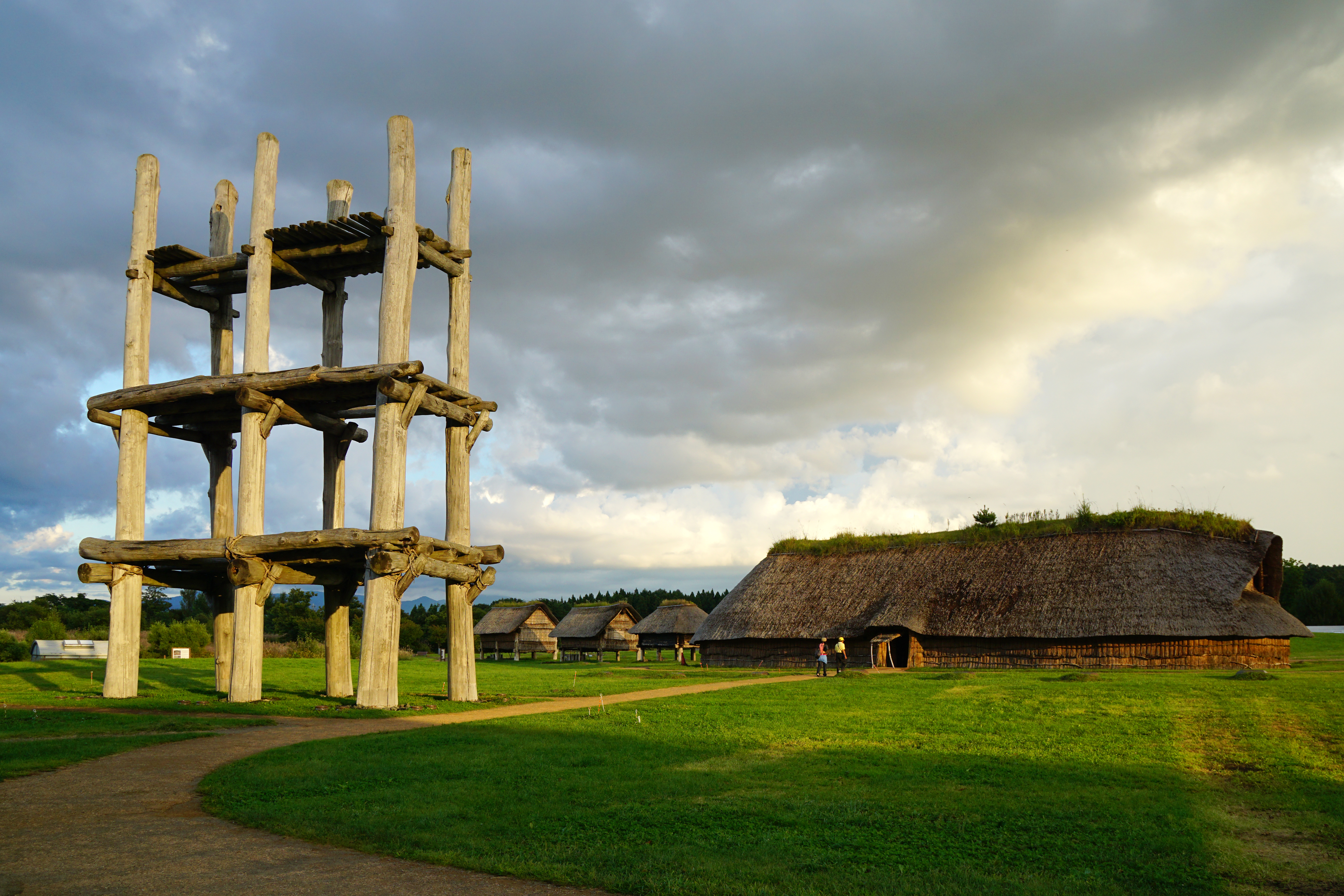
Sannai-Maruyama, Rekonstruktion der 14,7 m hohen Struktur, von der sechs große Pfostenlöcher gefunden wurden

Sannai-Maruyama (japanisch 三内丸山遺跡, Sannai Maruyama Iseki) ist ein archäologischer Fundplatz mit Siedlungsresten aus der frühen bis mittleren Jōmon-Zeit etwa 3 km südwestlich der Stadt Aomori in der japanischen Präfektur Aomori auf einer Hügelkette gelegen, die zum rechten Ufer des Flusses Okidate (沖館川) hin abfällt. Die Ausgrabungsstätte war bereits seit der Edo-Zeit bekannt, der Durchbruch bei den Grabungen wurde 1992 bei Vermessungsarbeiten für ein geplantes Baseball-Stadion erreicht. Im Jahr 2000 wurde Sannai-Maruyama zur besonderen historischen Stätte deklariert. Sannai-Maruyama ist für Archäologen von besonderem Interesse, um den Übergang der Jōmon-Menschen zur Sesshaftigkeit zu verstehen. Die Ausgrabungen brachten Vorratsgruben und Langhäuser zutage. Daran lassen sich die Veränderungen in der Gemeinschaft, der Organisation und der Architektur erkennen. Viele der aufgefundenen Strukturen sind auf dem Grabungsgelände zur Anschauung und zum besseren Verständnis rekonstruiert worden.

## Ausgrabungsgeschichte

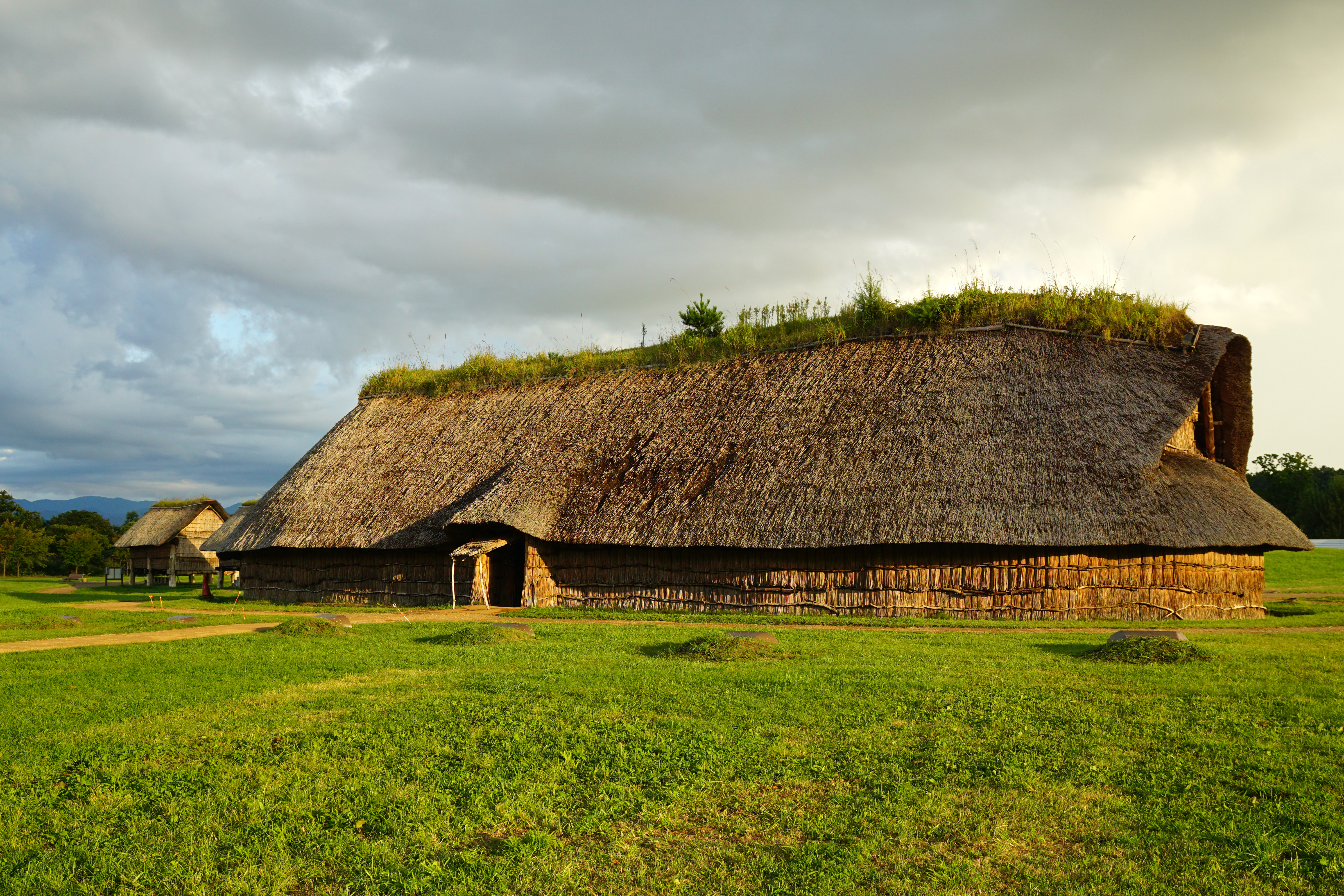
Rekonstruktion eines Langhauses

Die Fundstelle war bereits in der Edo-Zeit bekannt. Sie wird im Werk Eiroku Nikki (永禄日記, 1623) von Yamazaki Ryūboku und im Sumika no yama (すみかの山, 1799) des reisenden Volkskundlers Sugae Masumi (1754–1829) erwähnt. Erste Ausgrabungen, an denen die Keiō-Universität Kyoto und der Bildungsausschuss der Präfektur Aomori beteiligt waren, fanden bereits von 1953 bis 1967 statt. Der Bildungsausschuss und die Stadt Aomori ordneten weitere Ausgrabungen an, die von 1976 bis 1987 an der Südseite der Ausgrabungsstätte stattfanden. Der Durchbruch gelang aber erst infolge der Ausgrabungen, die sich an die Vermessungsarbeiten von 1992 anschlossen. Zwei Jahre später, 1994, entdeckte man den großen Pfahlbau. Noch im gleichen Jahr wurde die Ausgrabung teilweise wieder verfüllt, um sie zu konservieren und zu schützen. Seit 1994 hat man weitere 26 Testgrabungen unternommen und ca. 40 % des gesamten Grabungsgeländes, das ca. 40 ha umfasst, erschlossen.

## Überblick

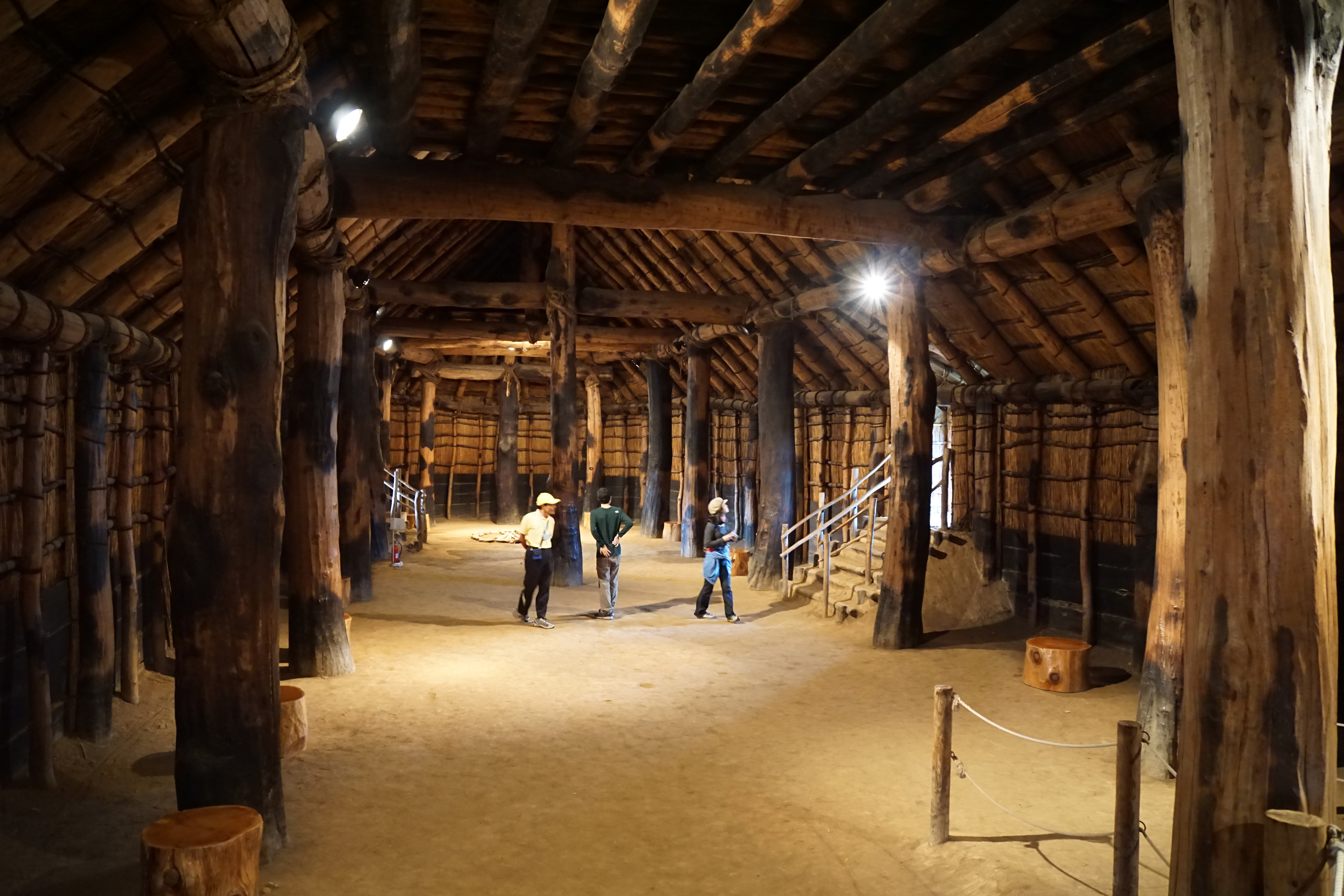
Innenansicht eines großen Erdlochhauses

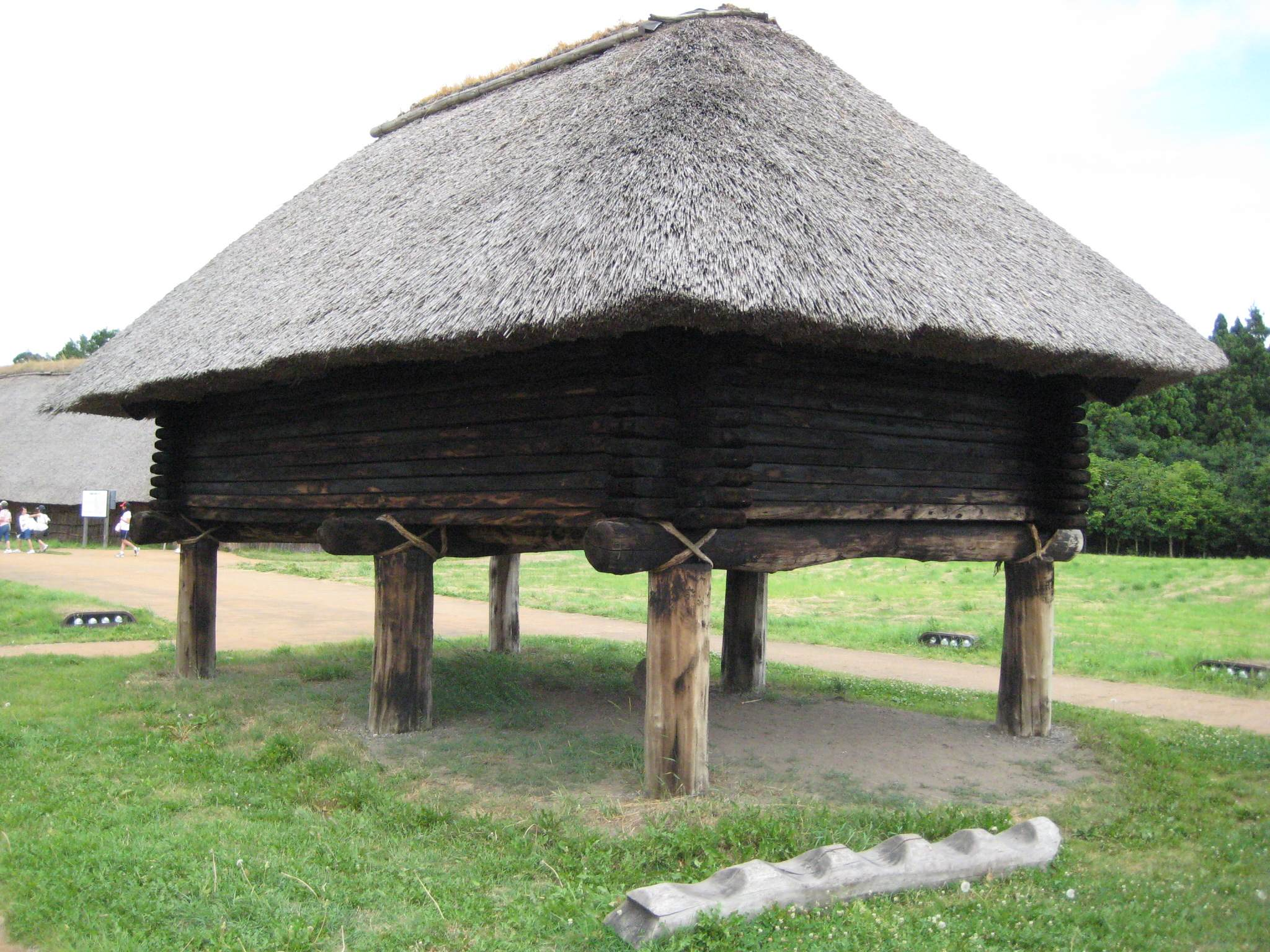
Rekonstruierter Pfahlbau

Die ältesten Reste der Basissiedlung in Sannai-Maruyama reichen in die Zeit um 3900 v. u. Z. zurück. Die ersten Bewohner lebten noch in Erdgruben- oder Erdlochhäusern (竪穴住居 tateana jūkyo) üblicherweise mit einem Durchmesser von drei bis vier Metern. Neben diesen Erdgrubenhäusern, von denen man ca. 500 Stück vorfand, entdeckte man auch Vorratsgruben (貯蔵穴 chozō ketsu), in denen die Bewohner ihre Nahrungsmittel sicher aufbewahren konnten, wenn sie den Siedlungsplatz verließen.
Etwa um 2900 v. u. Z. änderte sich die Lebensweise und damit auch die Vorratshaltung. Die Siedlungsbewohner begannen Vorräte oberirdisch in den Häusern aufzubewahren. Aus dieser Zeit stammen auch die ersten Langhäuser, meist mit ovalem oder rechteckigem Grundriss; das größte davon mit einer Länge von 32 m. Da zur gleichen Zeit auch noch Erdgrubenhäuser existierten, nimmt man an, dass die Langhäuser gemeinschaftlich als Treffpunkt genutzt wurden. In den ältesten Erdgrubenhäusern befanden sich noch keine Herdstellen. Feuer- und Herdstellen in der Mitte der Häuser treten erst in der zweiten Hälfte der frühen Jōmon-Zeit auf.
Pfahlbauten sind sicher mit die interessantesten Strukturen, die ausgegraben wurden. Man fand Pfostenlöcher aus der Zeit um 2600 v. u. Z. mit einem Durchmesser von einem Meter, von denen sechs Stück in einem exakten Abstand von 4,2 m zueinander angeordnet sind. Man nimmt an, dass diese Pfähle aus Kastanienholz Ebenen in unterschiedlicher Höhe trugen und auf diese Weise als Wachturm fungierten. Es gibt zudem viele Überlappungen der Pfostenlöcher, was den Schluss nahelegt, dass die Struktur an derselben Stelle erneuert wurde.
Neben den Häusergruppen fand man auch Gräber, für Kinder auch eingegrabene Gefäße. Die Gräberformen änderten sich zudem in der mittleren Jōmon-Zeit hin zu Grabbauten. Erwachsene wurden zwar noch in Gruben begraben, die Gruben wurden nun aber in einer Reihe, entlang eines Weges angelegt und mit kreisförmigen Steinsetzungen (環状配石墓 kanjō haiseki bo) versehen. Einer dieser Wege mit beidseitig angeordneten Gräbern ist 420 m lang und verläuft in ost-westlicher, der andere Weg ist 360 m lang und verläuft in nord-südlicher Richtung. Die Anordnung der Gräber lässt zudem eine hierarchische Strukturierung der Jōmon-Gesellschaft erkennen.
Die aufgefundenen Abfallhaufen enthalten neben Keramikscherben und Steingeräten auch zahlreiche Tierknochen und Pflanzenreste. Auffällig ist, dass nur wenige Knochenreste von Hirschen und Wildschweinen darunter sind, hingegen viele Überreste von Flughörnchen, Vögeln, Hasen und anderen Kleintieren, dazu eine Vielzahl unterschiedlicher Fischarten. Unter den Pflanzenresten finden sich verschiedene Nussarten, wilder Wein, sarunashi (Kiwibeere), Flaschenkürbis, Holunder etc.
Man nimmt an, dass etwa 500 Menschen in Sannai-Maruyama lebten. Die Siedlung wurde um 2300 v. u. Z. verlassen.

## Artefakte

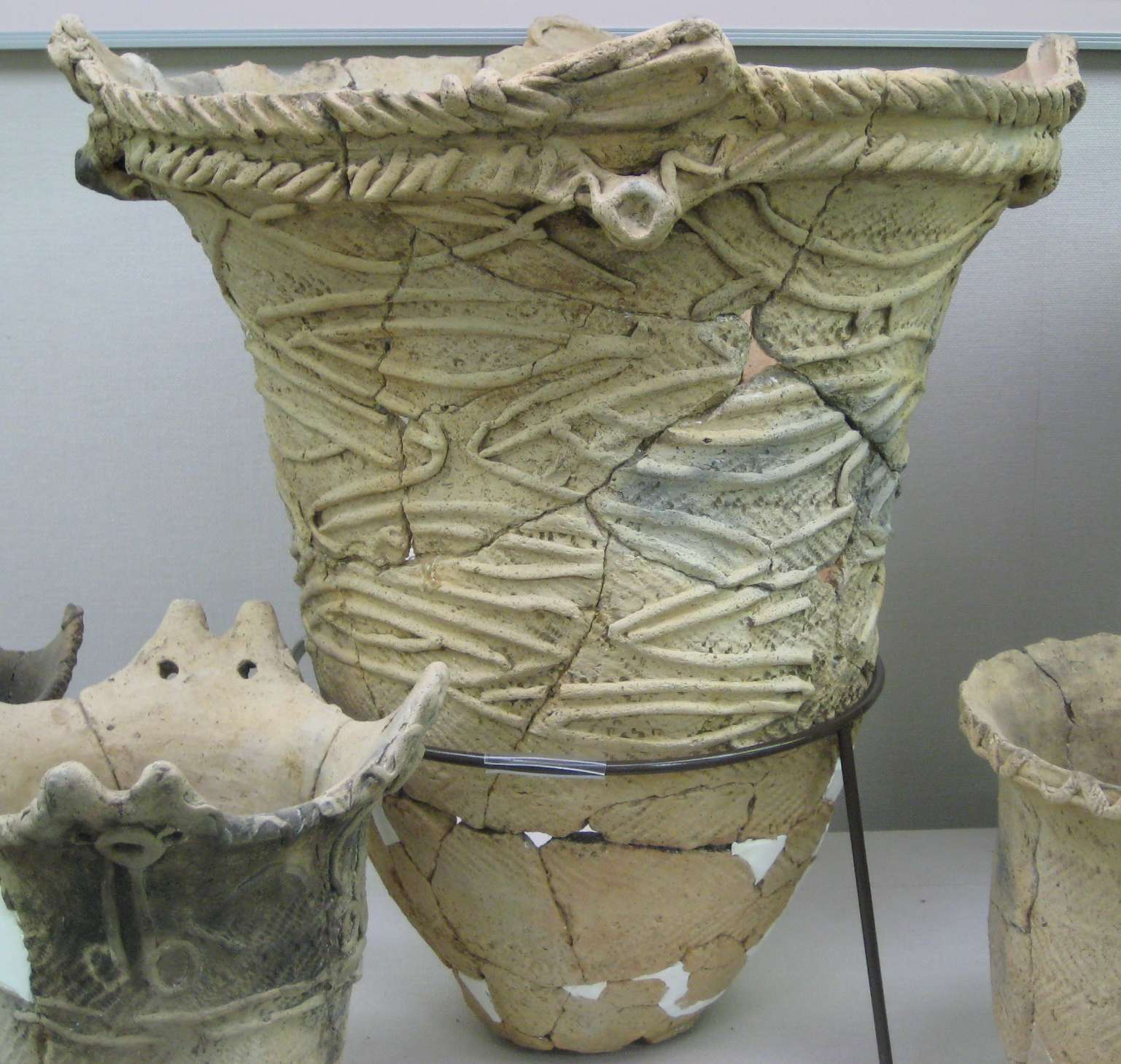
Zylinderkeramik (円筒土器) mit den typischen und namensgebenden Schnurmustern

Die Zahl der ausgegrabenen Artefakte ist so groß, dass die Sichtung und Auswertung noch nicht abgeschlossen ist. Außer Keramik und Steinwerkzeugen hat man in Sannai-Maruyama mit mehr als 1500 Stück die größte Zahl von Tonfigurinen an einem einzelnen Fundplatz in Japan ausgegraben.
Gegenstände aus Nephrit, Bernstein, Obsidian und auch Perlen aus Jade sind ein Beleg für einen regen Tausch und Handel mit anderen Regionen. Die aufgefundenen zylinderförmigen Keramikgefäße sind, anders als die Flammenstil-Keramik, typisch für die Tōhoku-Region. Sie weisen Kochspuren auf und wurden vermutlich für die Essenszubereitung genutzt.
Unter den Werkzeugen aus Knochen und Horn sind bemerkenswerterweise Harpunen mit auswechselbaren Spitzen und zusammengesetzte Angelhaken (結合釣り針 ketsugō tsuribari) zu finden. Gestielte Schaber wurden zum Schneiden und zur Ernte verwendet.

## Anthropologische Anmerkung
Abhängig von der Topographie, Vegetation und dem Klima unterscheidet die Forschung die Jōmon-Kultur in die Nord- und Süd-Japans. 85 % der Fundplätze liegen in Nord-Japan, nur 15 % im Süden. Da der Boden in Japan sehr sauer ist, sind Knochenfunde selten. Ein Vergleich von ca. 6000 Knochenresten ergab, dass der Jōmon-Mensch kurze Beine besaß und klein war; der im Süden verbreitete Yayoi-Mensch hingegen war groß gewachsen. Der Jōmon-Mensch sammelte alle Arten von Nüssen und Eicheln, zerrieb sie mithilfe eines Reibesteins (磨り石 suri ishi) und einer Reibeplatte (石皿 ishi sara) und entzog den Früchten durch die Zugabe von Wasser wenn nötig die Bitterstoffe.